# Willem van Konijnenburg
Willem Adriaan van Konijnenburg (Den Haag, 11 februari 1868 - aldaar, 28 februari 1943) was een Nederlands beeldend kunstenaar. Hij behoorde tijdens het interbellum (1919-1939) samen met Jan Toorop en Jan Sluijters tot de nationale boegbeelden van de moderne Nederlandse kunst.    

## Familie
Willem van Konijnenburg maakt deel uit van het patriciaatsgeslacht Van Konijnenburg. Hij is de oudste zoon van Willem van Konijnenburg senior (1836-1894), hoofdinspecteur directe belastingen, en jonkvrouw Sara Louise Vrijthoff (1841-1918). Op 30 september 1897 trouwde Van Konijnenburg met Johanna Petronella "Netty" Kempers (1872-1963). Dit huwelijk bleef kinderloos.

## Leven en werk

### Opleiding

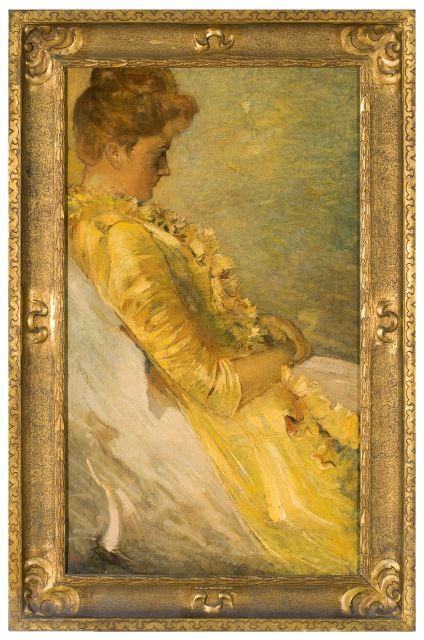
Emilie van Konijnenburg 1889. Kunstmuseum Den Haag. Foto: Sylvia Korving.

Willem van Konijnenburg kreeg zijn eerste teken- en schilderonderricht van zijn moeder Sara Louise van Konijnenburg-Vrijthoff. Vanaf 1884 volgde hij de MO-opleiding tekenen aan de Academie van Beeldende Kunsten in Den Haag waar hij op 16 oktober 1886 de akte behaalde.  

### Limburgse periode
Willem van Konijnenburg begon zijn loopbaan als landschapsschilder. Inspiratie voor zijn landschappen vond hij in- en rondom Meerssen in Zuid-Limburg. Invloed van de kunstenaarsbewegingen de School van Barbizon (Corot, Daubigny, Courbet) en de Haagse School zijn in de landschappen zichtbaar. Tegelijkertijd gaf Van Konijnenburg een eigen draai aan zijn landschappen door te kiezen voor het Zuid-Limburgse landschap, monumentaliteit, duidelijke lijnen, grote formaten en een eigenzinnig kleurenpalet van genuanceerde oker- en bruinkleuren. Genoemde kenmerken werden in de 20e eeuw verder uitgewerkt tot zijn typerende beeldtaal waarmee hij in 1917 zijn naam vestigde. Naast landschappen schilderde Van Konijnenburg tijdens de Limburgse periode dorpsgezichten, stadsgezichten van Maastricht en portretten. 

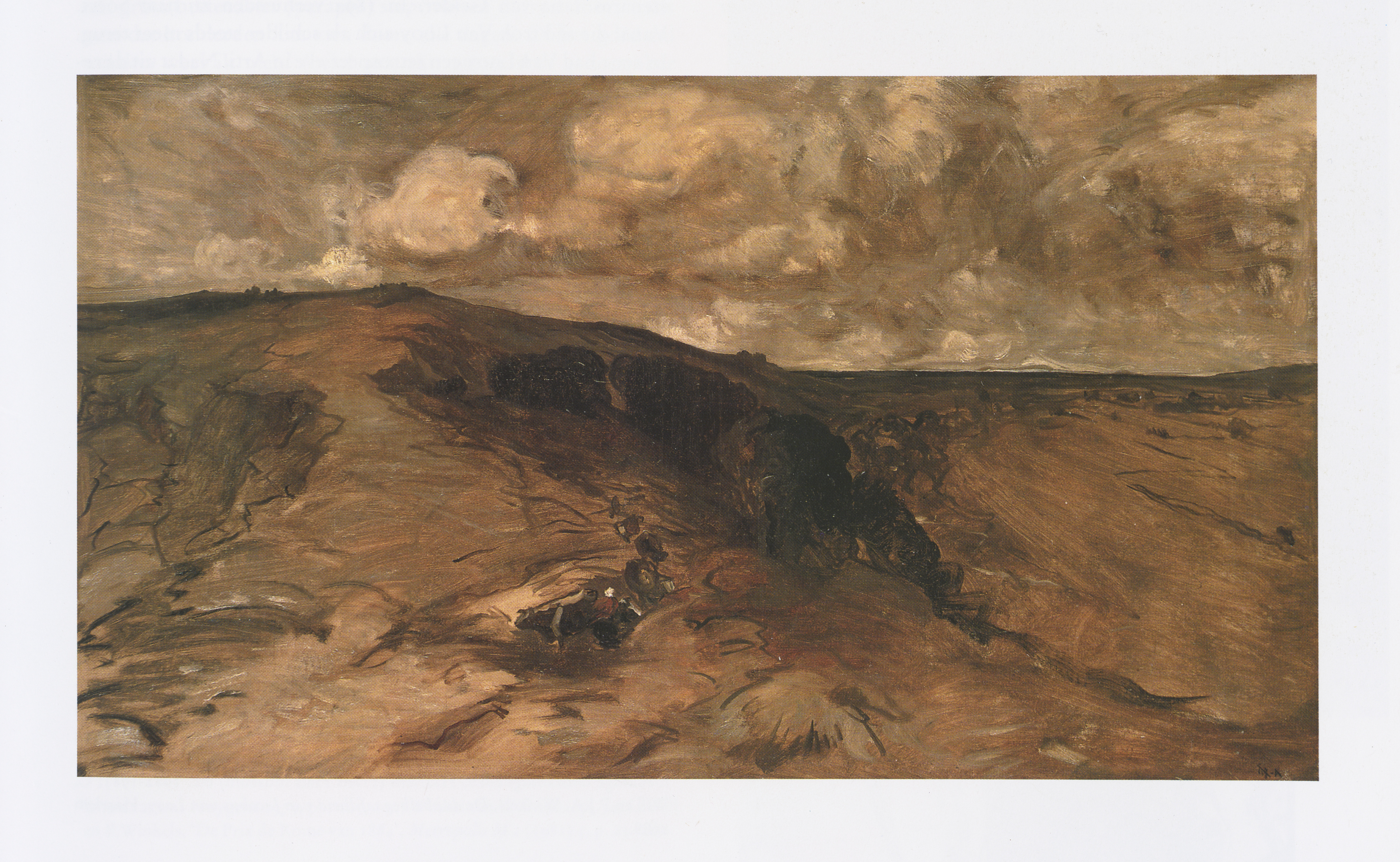
Heuvellandschap in Zuid-Limburg, circa 1890. Collectie Gemeente Meerssen.

Als beginnend kunstenaar had Van Konijnenburg weinig commercieel succes waardoor veel schilderijen terecht kwamen bij familie, vrienden en kennissen. Hij nam actief deel aan het culturele leven in Den Haag waar Pulchri Studio en Haagsche Kunstkring belangrijke plaatsen innamen. Van beide kunstenaarsverenigingen was hij lid. Zijn hele leven verbleef Van Konijnenburg veel en langdurig in Zuid-Limburg. Gerard Knuttel, toen directeur van het Gemeentemuseum (nu Kunstmuseum Den Haag) schreef: 'Tussen zijn geboortestad en het Geuldal verdeelt zich zijn leven'.

### Toegepaste kunst

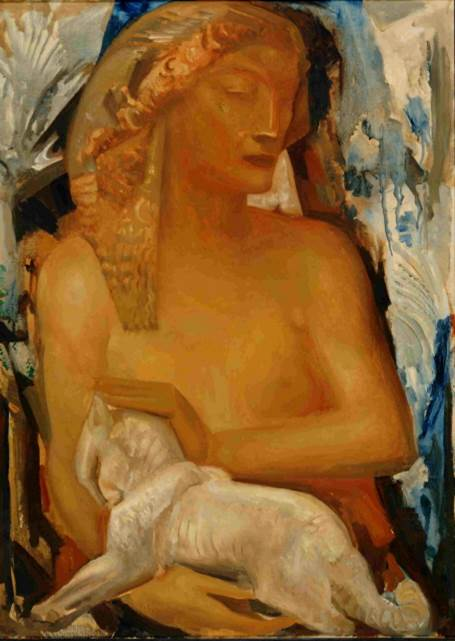
Vouw met witte kat 1916. Drents Museum Assen. Dit schilderij vormt een diptiek met Vrouw met zwarte kat 1916 (verblijfplaats onbekend).

Voor het vergroten van zijn inkomen ging Willem van Konijnenburg, naast les geven, in opdracht werken. Hij maakte spotprenten voor de weekbladen De Kroniek (1895-1897) en De Nederlandsche Spectator (1896-1901). Van 1896 tot en met 1904 ontwierp hij affiches voor de 'Stoomboot-Reederij Fop Smit & Co. Daarnaast verdiende Van Konijnenburg geld met muurschilderingen, ontwerpen van plafondornamenten, boekdecoraties, tijdschriftomslagen- en illustraties. Terugblikkend in een interview noemde Van Konijnenburg deze werkzaamheden 'toegepaste kunst'.     

### Invloeden
Na 1900 begon Willem van Konijnenburg zich uitvoerig te verdiepen in een breed scala aan onderwerpen zoals filosofie, ethiek, logica en esthetica. Daarnaast liet hij zich sterk inspireren door renaissance- en Egyptische kunst. Uit zijn religieuze werk - dat dateert van na 1915 - spreekt de invloed van de Vlaamse Primitieven. Met vrienden als kunstcriticus Albert Plasschaert en dichter P.C. Boutens versterkte hij zijn eigenschappen van eruditie, intelligentie en beschaving.

### Doorbraak

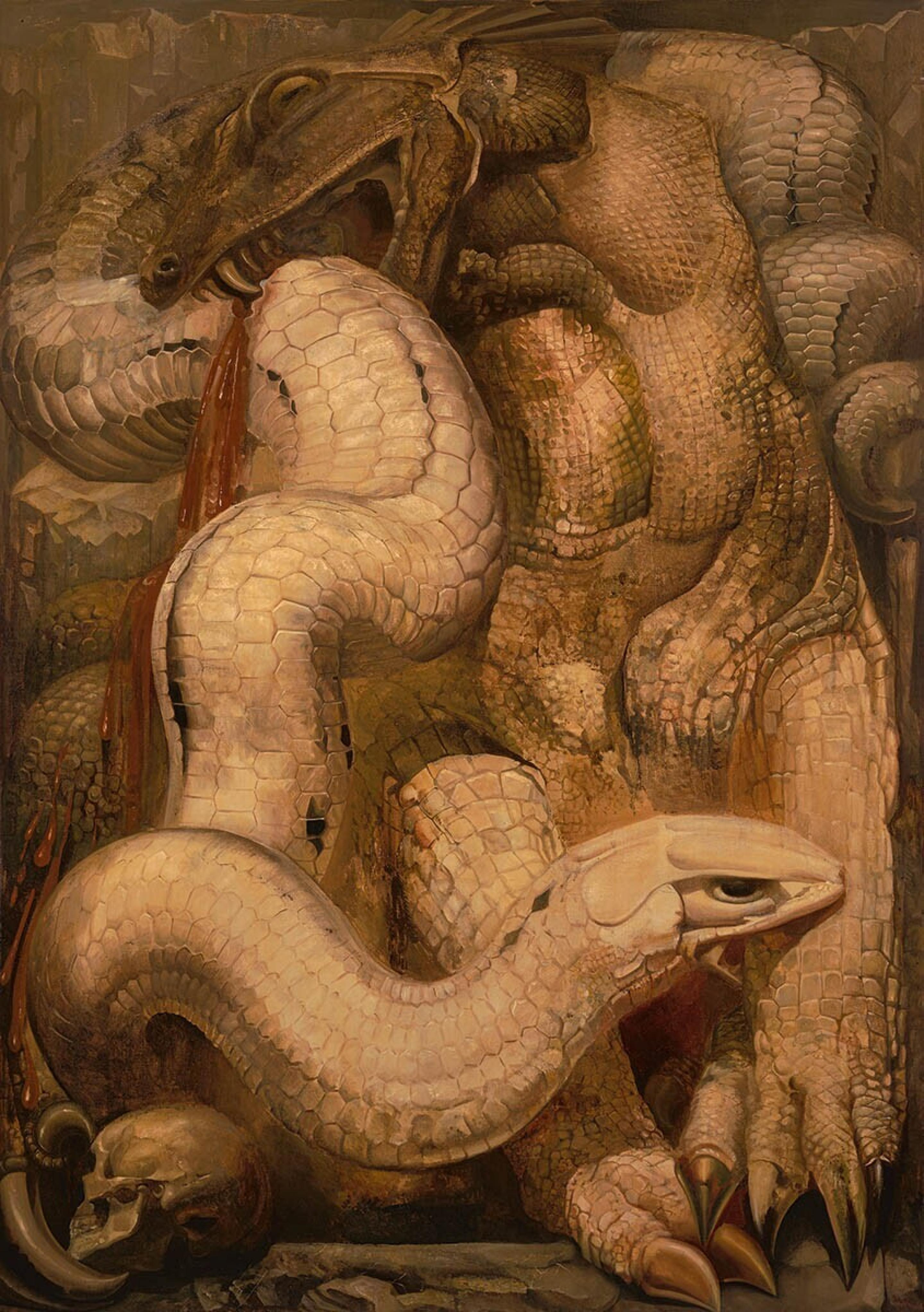
Natura integra (Drakengevecht), Museum Boijmans van Beuningen Rotterdam.

Willem van Konijnenburg brak door in 1917 toen hij dertig werken uit de periode 1910-1917 toonde in Kunstzaal Kleykamp te Den Haag. Bijna alle werken waren afkomstig uit de verzameling van G.F.H. van Kooten Kok, de belangrijkste verzamelaar tijdens het leven van Konijnenburg. Vanaf deze doorbraak-tentoonstelling werd Van Konijnenburg in één adem genoemd met Jan Toorop, Johan Thorn-Prikker, Antoon Derkinderen en Richard Roland Holst. Dankzij de indruk die de portretten van dichter P.C. Boutens, kunstcriticus Albert Plasschaert en zijn moeder tijdens de genoemde tentoonstelling maakten, werd Van Konijnenburg een veelgevraagd portrettist. Het aantal nationale- en internationale tentoonstellingen van zijn werk nam toe. Tevens werd hij regelmatig gevraagd zitting te nemen in diverse commissies en jury's zoals de Prix de Rome. 

### Monumentale werken

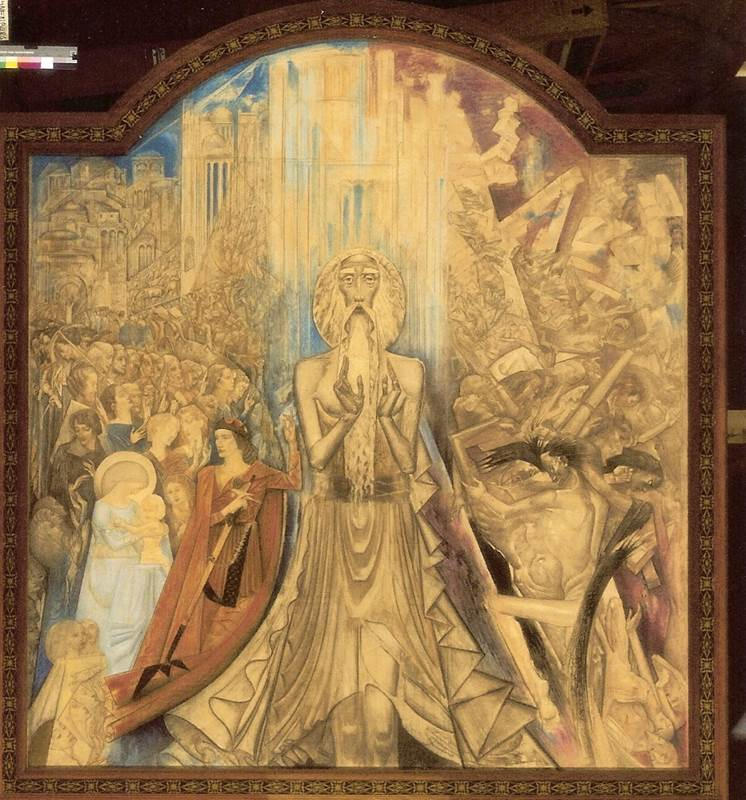
Zacharia 1920-1921. Stedelijk Museum Amsterdam.

In de jaren twintig kreeg Willem van Konijnenburg gelegenheid zich te bewijzen met grote monumentale werken. Eén van die opdrachten was Zacharia uit 1920-1921 voor de Nederlandsche Israëlitische Gemeente. In de grondgedachte achter dit kunstwerk toonde Van Konijnenburg zich sterk verwant met het denken van J.A. dèr Mouw. De grote tekening (254 x 228) in waterverf, krijt en potlood bevindt zich in de collectie van het Stedelijk Museum Amsterdam. 
Van 1924 tot en met 1936 werkte Van Konijnenburg samen met onder anderen Joan Collette, Antoon Molkenboer, Georg Rueter en Henri van der Stok aan elf glas- in loodramen voor de Nieuwe Kerk in Delft. Het bekendste raam, het Wilhelminaraam, werd in 1927 onthuld. Van 1924 tot en met 1938 werkte Konijnenburg aan De triomf van Thomas van Aquino, een schilderij (335 x 430) voor de Dominicanenkloosterkerk in Zwolle. Op de vraag waarom dit proces vijftien jaar duurde antwoordde Van Konijnenburg droogjes: 'ik deug niet voor haastwerk'. 
Tussen 1933 en 1941 ontwierp Van Konijnenburg zeven wandtapijten voor de aula van de Universiteit Utrecht. Tegelijkertijd ontwierp hij twee Gedenkramen ter gelegenheid van het veertigjarig regeringsjubileum van koningin Wilhelmina voor de Nieuwe Kerk in Amsterdam (1938). Deze ramen worden uitgevoerd door Joep Nicolas. In september 1940 vond de overdracht plaats van het reliëf Eer het God'lijk licht in d'openbaringen van de kunst in de hal van Kunstmuseum Den Haag. Het reliëf was ontworpen door Van Konijnenburg en uitgevoerd door Dirk Bus. 

## Postzegels

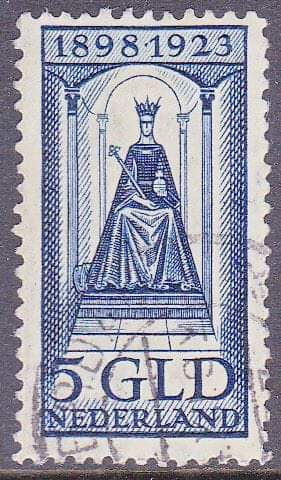
Troonzegel 1923. Willem van Konijnenburg ontwierp deze zegel naar aanleiding van het 25-jarig regeringsjubileum van koningin Wilhelmina.

In 1923 kreeg Van Konijnenburg de opdracht twee postzegels te ontwerpen voor het zilveren regeringsjubileum van koningin Wilhelmina: Koninginnezegel en Troonzegel. In 1935 was hij verantwoordelijk voor de allereerste serie zomerzegels, hierna bleef hij tot en met 1941 als adviseur-ontwerper bij de zomerzegels betrokken. In 1940 maakt Van Konijnenburg de beroemde serie gebruikspostzegels van koningin Wilhelmina.

## Leraar
Willem van Konijnenburg was zijn hele loopbaan actief als privéleraar. In de twintigste eeuw behoren onder anderen Jeanne Bieruma Oosting, Ru Parè, Willem van den Berg, J.F.E. ten Klooster, David Bautz, Hein von Essen, Henri van der Stok en illustratrice Rie Cramer tot zijn leerlingen. Werk van zijn leerlingen was te zien op nationale- en internationale tentoonstellingen. In de pers kreeg Van Konijnenburg vaak kritiek dat hij als leraar te dominant was. Invloed van Van Konijnenburg is inderdaad dikwijls in het werk van zijn leerlingen terug te zien, vooral bij David Bautz. Zijn bekendste leerling was koningin Wilhelmina in de jaren 1921-1922.

## Verzameling Van Kooten Kok

Sint Joris met de draak 1916. Museum Catharijneconvent Utrecht. Foto: Ruben de Heer.

G.F.H. van Kooten Kok (1869-1936) was de grootste Van Konijnenburg-verzamelaar tijdens het leven van de kunstenaar. Vanaf circa 1910 tot en met 1928 verwierf hij ongeveer 180 werken. Uit de periode vóór 1910 kocht Van Kooten Kok ook een groot aantal werken aan; voornamelijk grote en kleine Zuid-Limburgse landschappen. Door de vele aankopen van Van Kooten Kok was Van Konijnenburg gegarandeerd van een jaarinkomen. Hierdoor was er geen economische noodzaak om zich op de kunstmarkt te begeven. Dit had als gevolg dat zijn werk beperkt onder de aandacht kwam en tegelijkertijd won aan exclusiviteit. In 1928, het jaar van de zestigste verjaardag van de kunstenaar, had Van Kooten Kok de ambitie een monumentale driedelige catalogus van zijn verzameling uit te geven: Willem A. van Konijnenburg. Schilderijen en teekeningen in de verzameling G.F.H. van Kooten Kok. De catalogus zou drie edities krijgen: Nederlands, Engels en Duits. De catalogus verscheen uiteindelijk een jaar later, in 1929. 
Waarschijnlijk door financiële problemen stopte Van Kooten Kok met het uitbreiden van zijn verzameling. Na zijn overlijden in 1936 kwam de verzameling in handen van zijn zoon G.F.H. van Kooten Kok jr. De grootste delen van de verzameling bevinden zich anno 2023 in het Kunstmuseum Den Haag en het Drents Museum in Assen. De hier afgebeelde werken Zelfportret met ringbaard, Natura integra,  Vrouw met witte kat, St. Joris met de draak en Zonnewagen zijn afkomstig uit de verzameling Van Kooten Kok.

## Laatste jaren

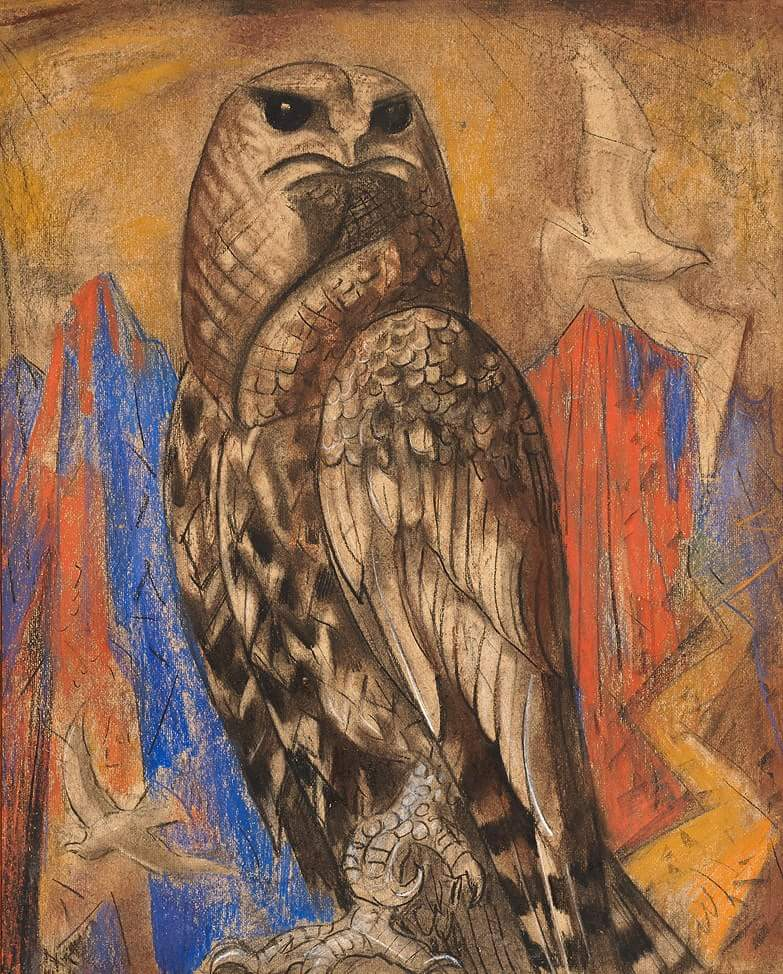
Roofvogel circa 1941. Particulier bezit. (herkomst Kunsthandel Studio 2000 Blaricum)

Vanaf 1940 vervaardigde Willem van Konijnenburg onder andere piëta's. Bij het uitbreken van de Tweede Wereldoorlog stelde hij zich op het standpunt, dat een kunstenaar zich buiten de politiek moet houden. Toch werd hij lid van de Duitsgezinde Kultuurkamer. "In 1942 voor de keus gesteld wel of niet lid te worden van de Nederlandsche Kultuurkamer, koos Van Konijnenburg ervoor zich aan te melden."
 Zondag 28 februari 1943 overleed Willem van Konijnenburg in het bijzijn van zijn vrouw Netty van Konijnenburg-Kempers en nichten Jacoba van der Vegt en Jet Bernet Kempers. Hij werd begraven op Nieuw Eykenduynen in Den Haag. Zijn vrouw Netty ontdekte na het overlijden van haar man Netty een brief waarop Van Konijnenburg zijn wens kenbaar maakte zijn werk dertig jaar lang niet te tonen. Netty bleef altijd  wonen in het huis aan de Jan van Riebeekstraat in het Bezuidenhout waar het echtpaar vanaf 1897 woonde. Na het overlijden van haar man ontving ze één uur per week bezoekers voor Museum Willem A. van Konijnenburg in de parterre van haar huis. Het atelier in het Hofje van Nieuwkoop aan de Prinsegracht te Den Haag liet Netty tot aan haar dood in 1963 intact. Willem van Konijnenburg was toen grotendeels vergeten. 

## Museaal bezit

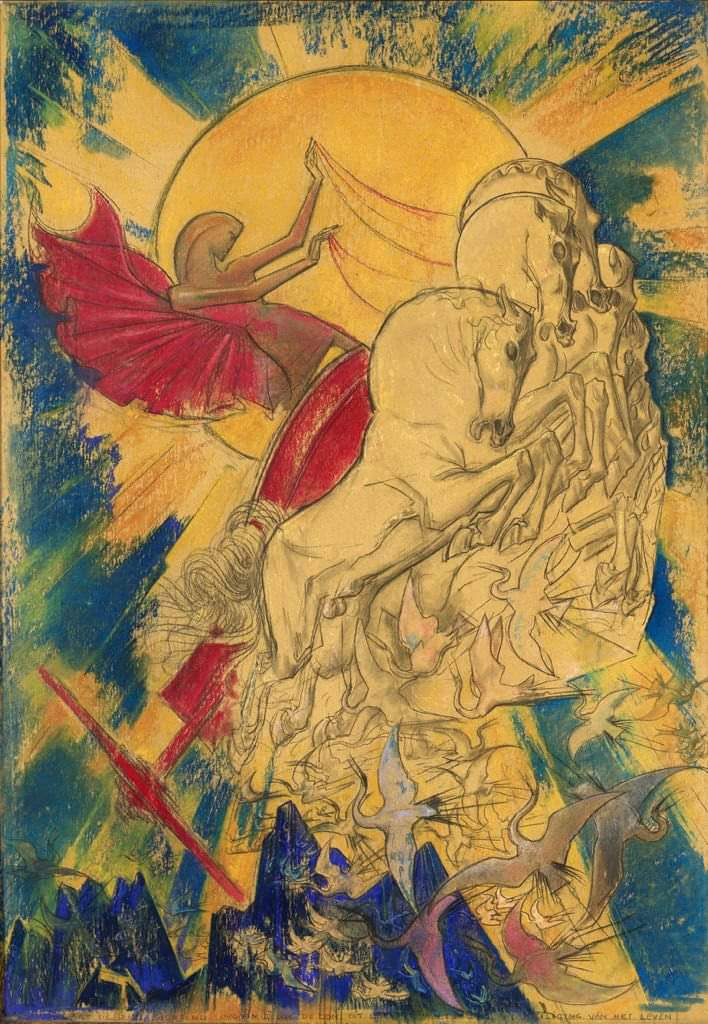
Zonnewagen 1924. Kunstmuseum Den Haag.

De grootste verzamelingen van Willem van Konijnenburg bevinden zich in:
- Drents Museum, Assen
- Kunstmuseum, Den Haag
- Museum Boijmans van Beuningen, Rotterdam.

Daarnaast hebben de volgende musea werk van Willem van Konijnenburg in de collecties:
- Bonnefantenmuseum, Maastricht
- Kröller-Müller Museum, Otterlo  
-  Limburgs Museum, Otterlo
- Centraal Museum, Utrecht
- Rijksmuseum, Amsterdam
- Museum Gouda
- Groninger Museum
- Museum Jan Cunen, Oss 
- Steendrukmuseum, Valkenswaard
- Stadsmuseum, Zierikzee
Buitenland:
- Hood Museum Of Art, Hannover, New Hampshire, USA
- Bayerische Staatgemälde-sammlungen, München
- Koninklijke Musea voor Schone Kunsten, Brussel
- Nationaal Museum, Belgrado

## Galerij

Onder Brakkenbos bij Geulem, Zuid-Limburg 1922. Particulier bezit. Foto: Peter Cox.
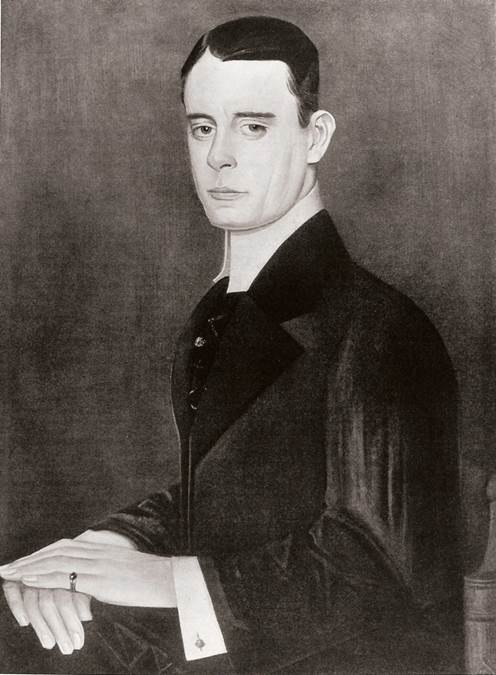
Anton van Herzeele 1915. Verblijfplaats onbekend
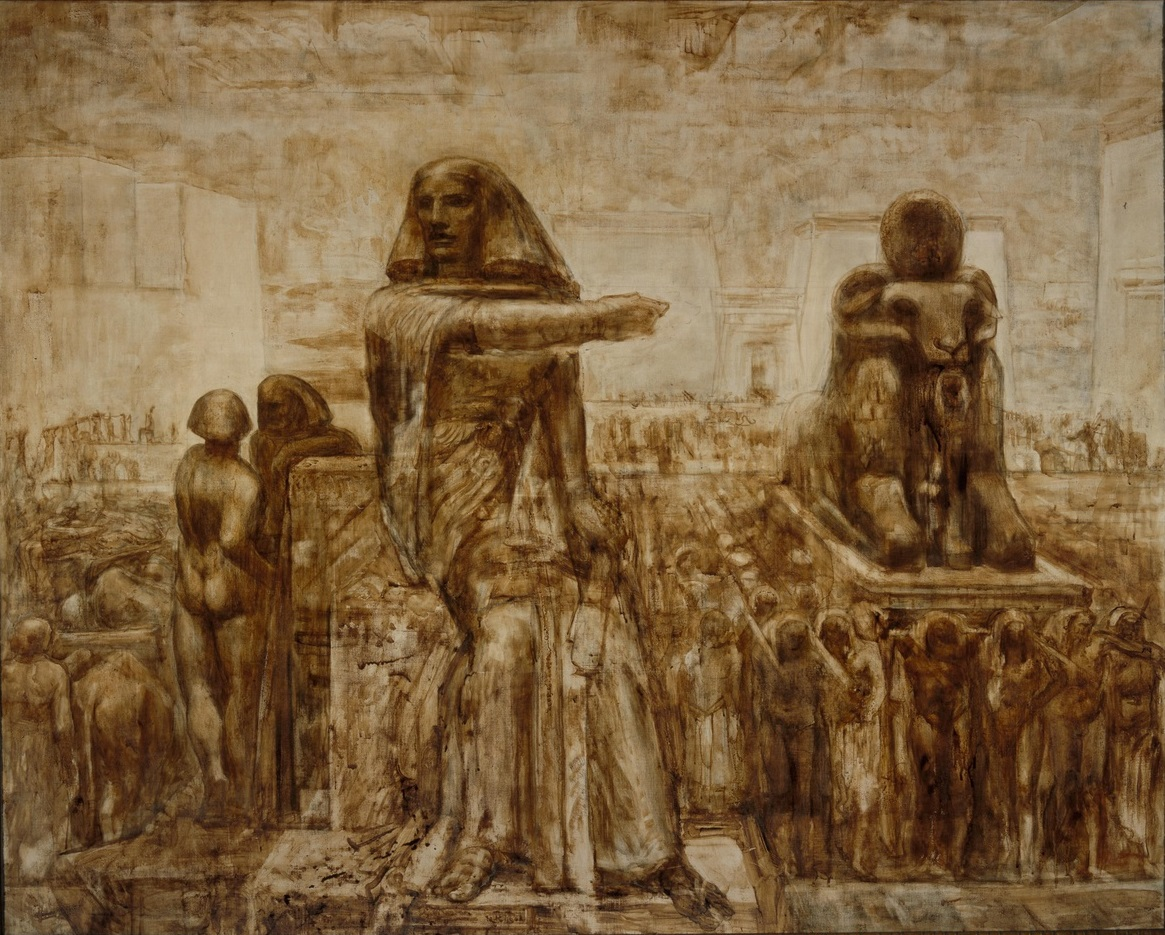
Tempelbouw 1908. Centraal Museum Utrecht.
Jacoba van der Vegt 1930. Particulier bezit.
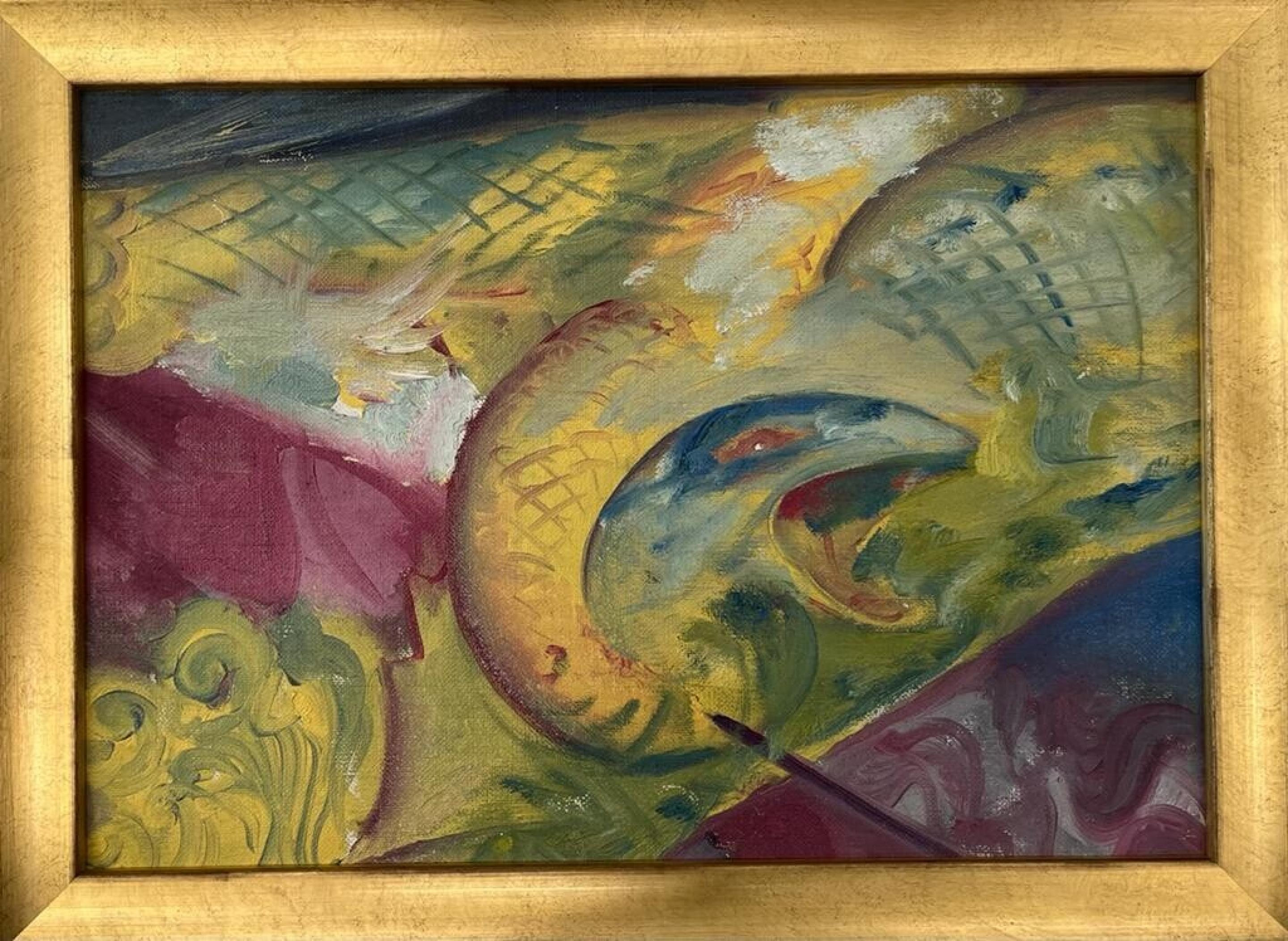
Natura integra 1910-1912. Museum Boijmans van Beuningen Rotterdam.
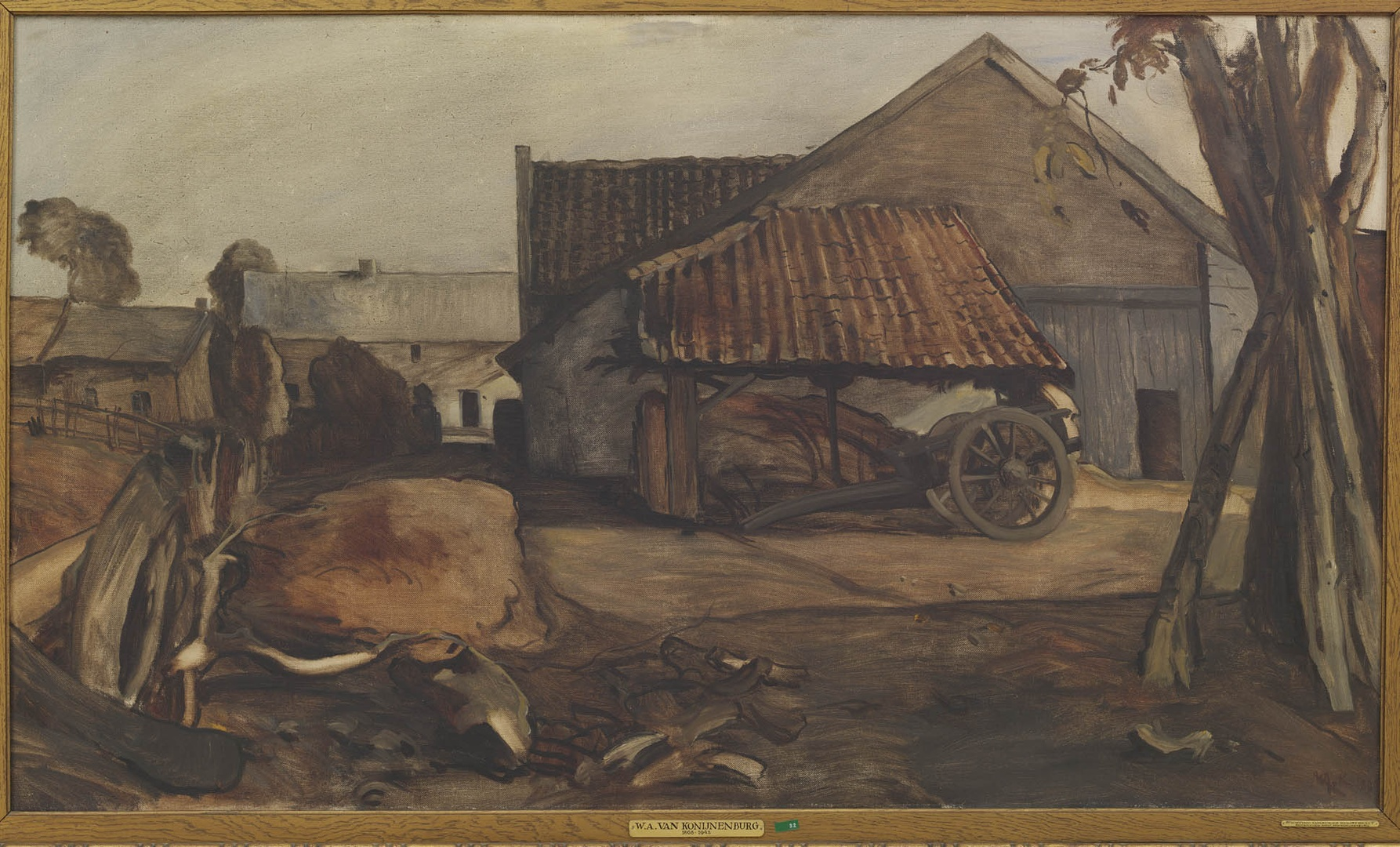
Boerenhoeve in Zuid-Limburg 1890. Bonnefantenmuseum Maastricht.
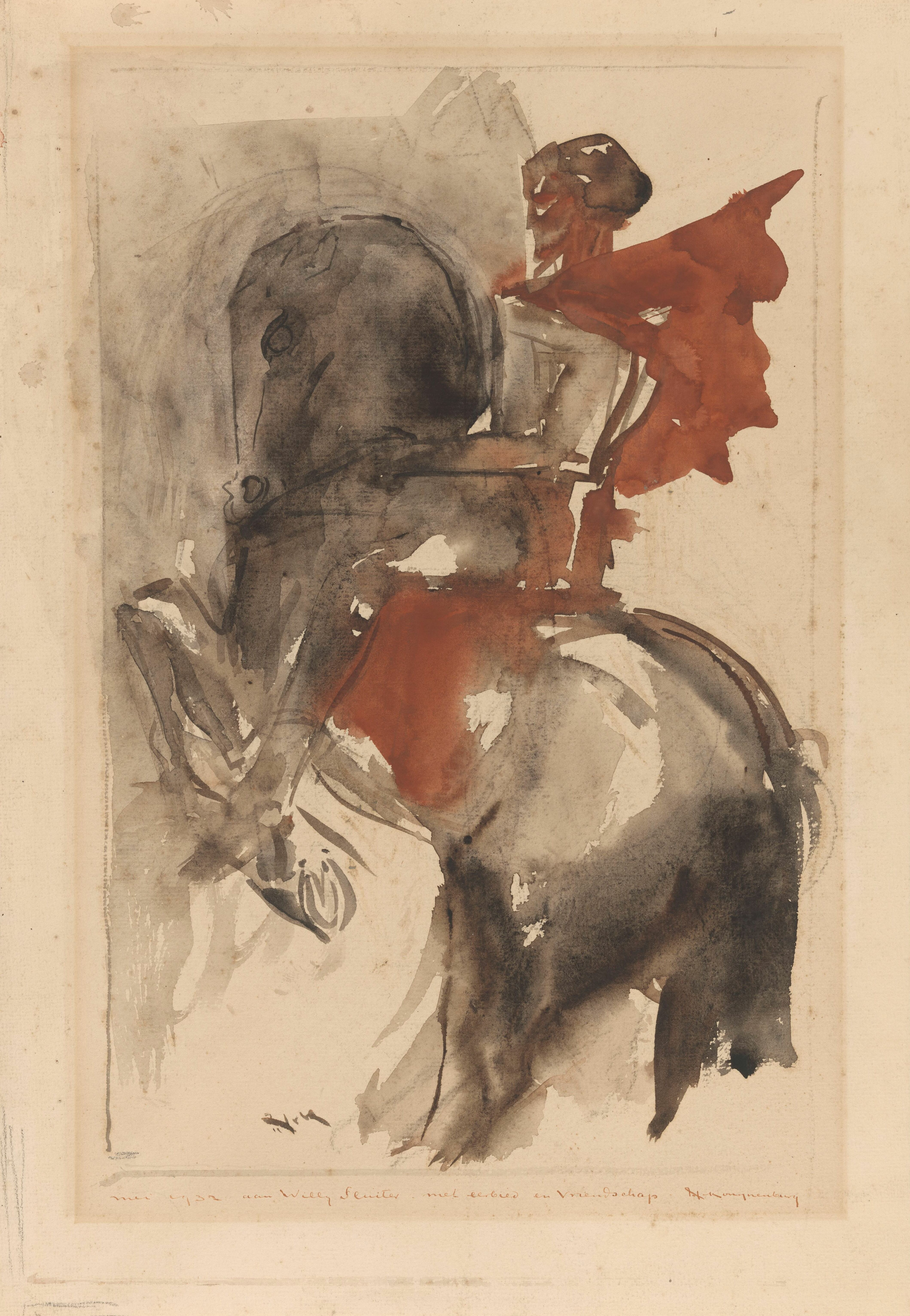
Ridder te paard. Rijksmuseum Amsterdam.
De gids (De paedagoog). Particulier bezit.
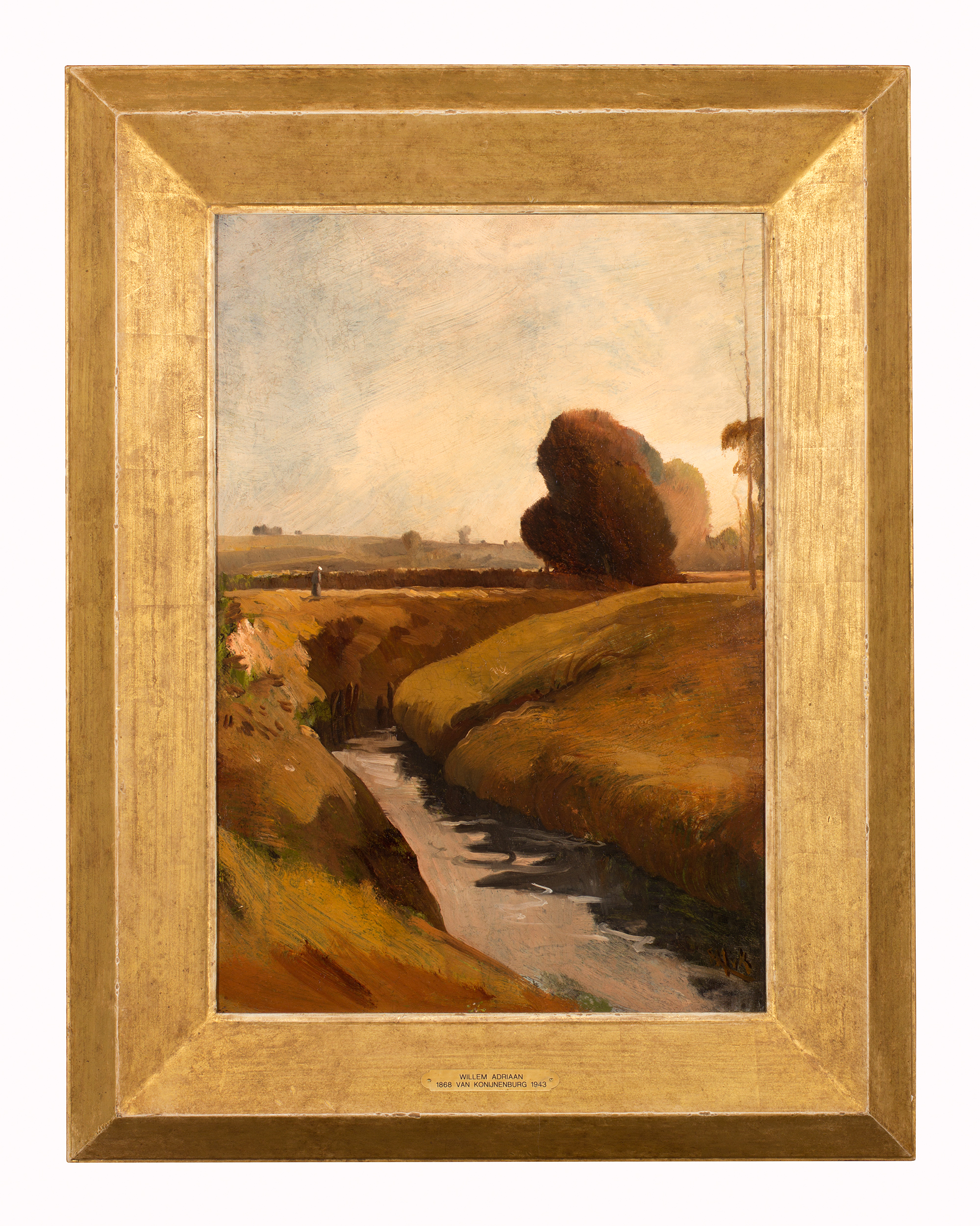
Grenspaal bij de Jeker. Limburgs Museum Venlo.
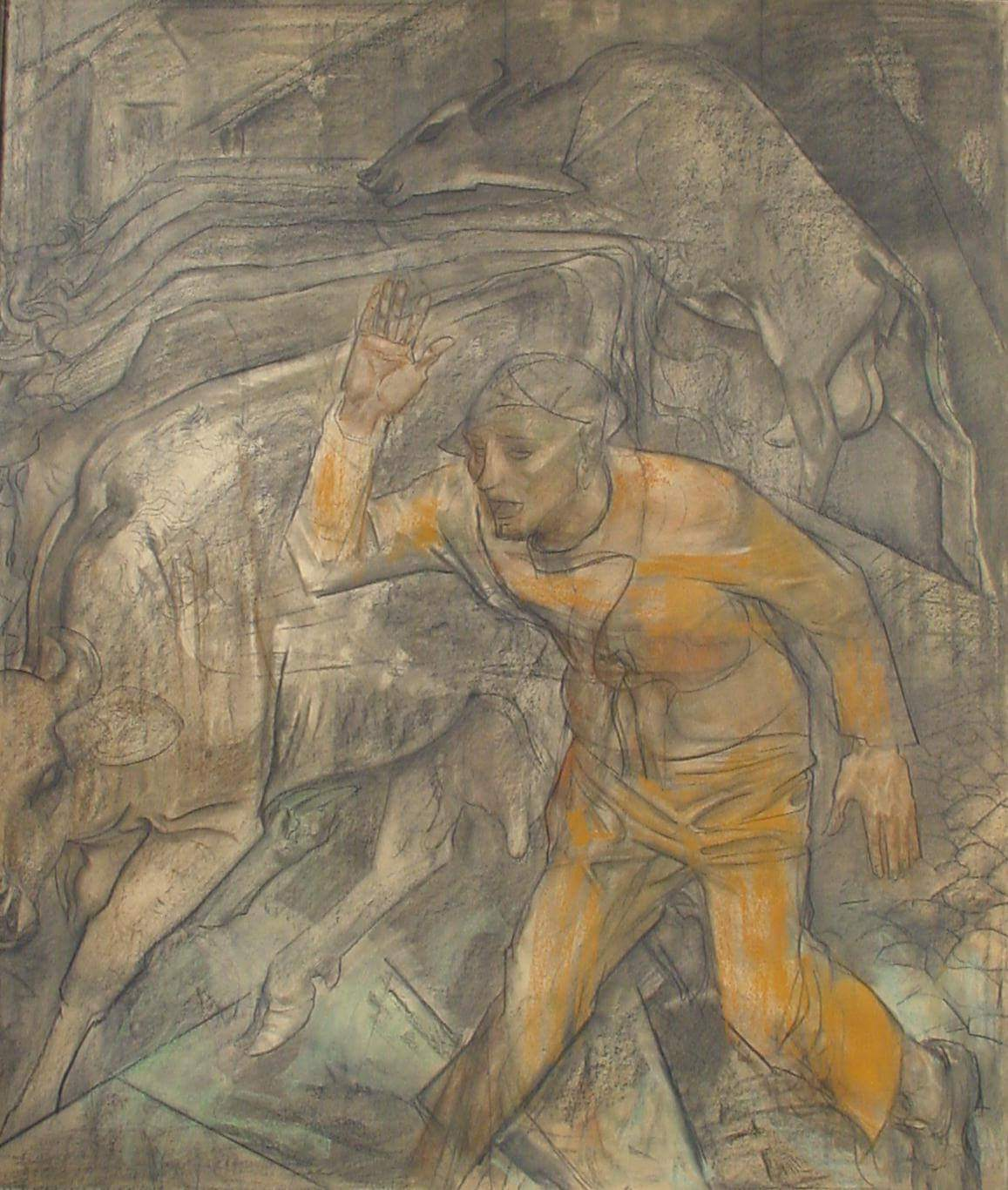
Herder 1921. Particulier bezit.
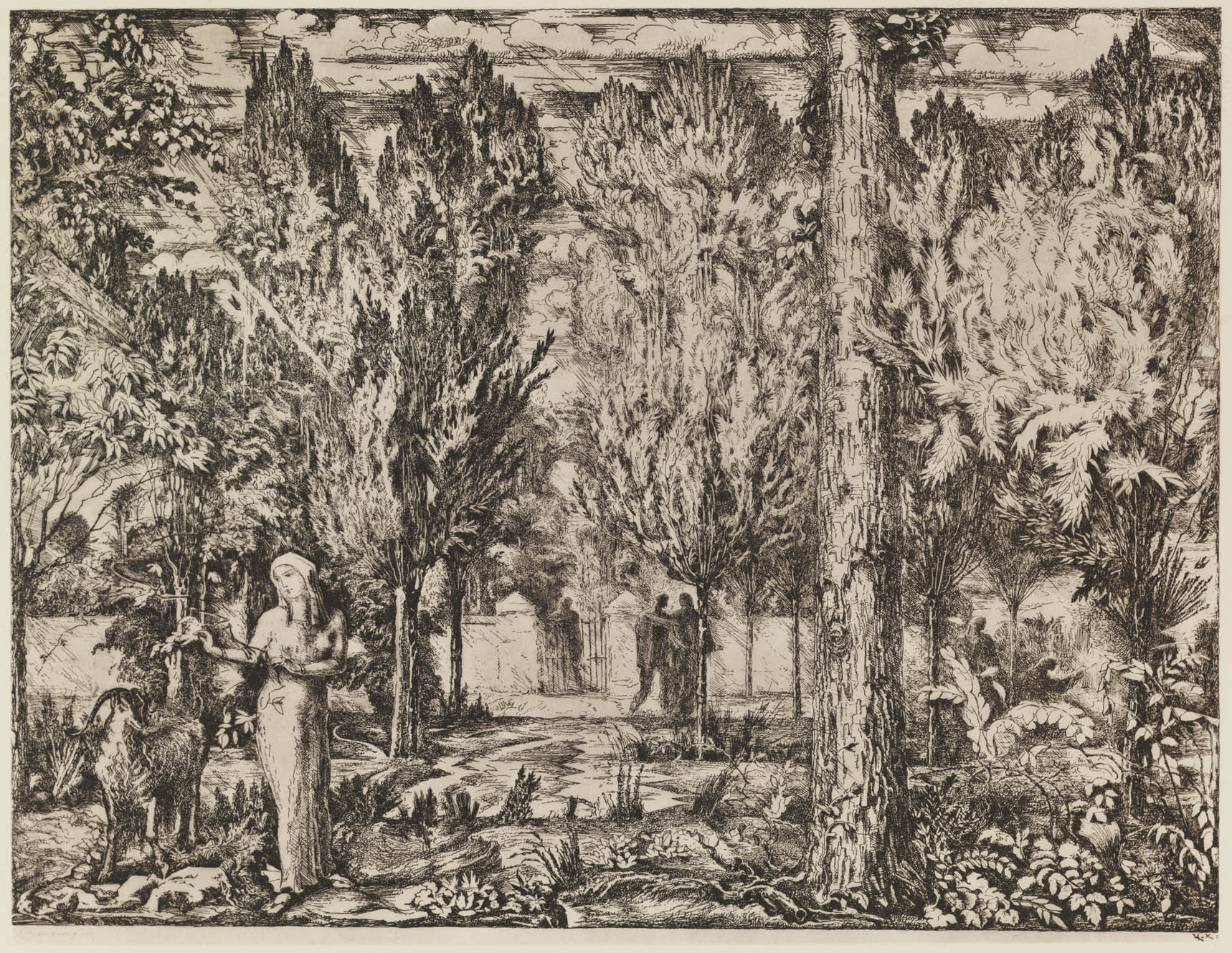
Het park 1907. Rijksmuseum Amsterdam, Museum Boijmans van Beuningen, Limburgs Museum Venlo en privé collecties.
Limburgs landschap 1888. Particulier bezit.
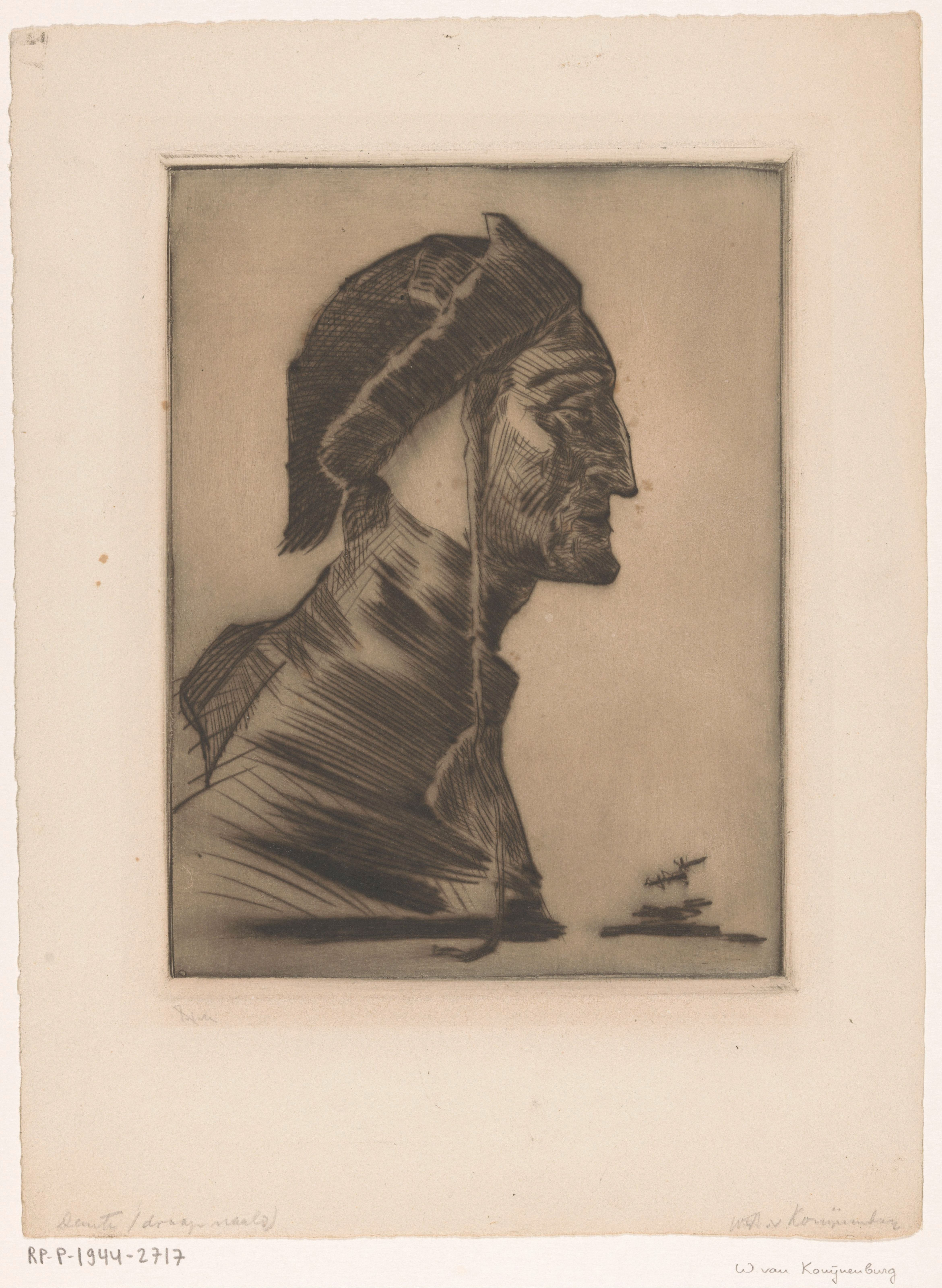
Dante. Rijksmuseum Amsterdam en particulier bezit.
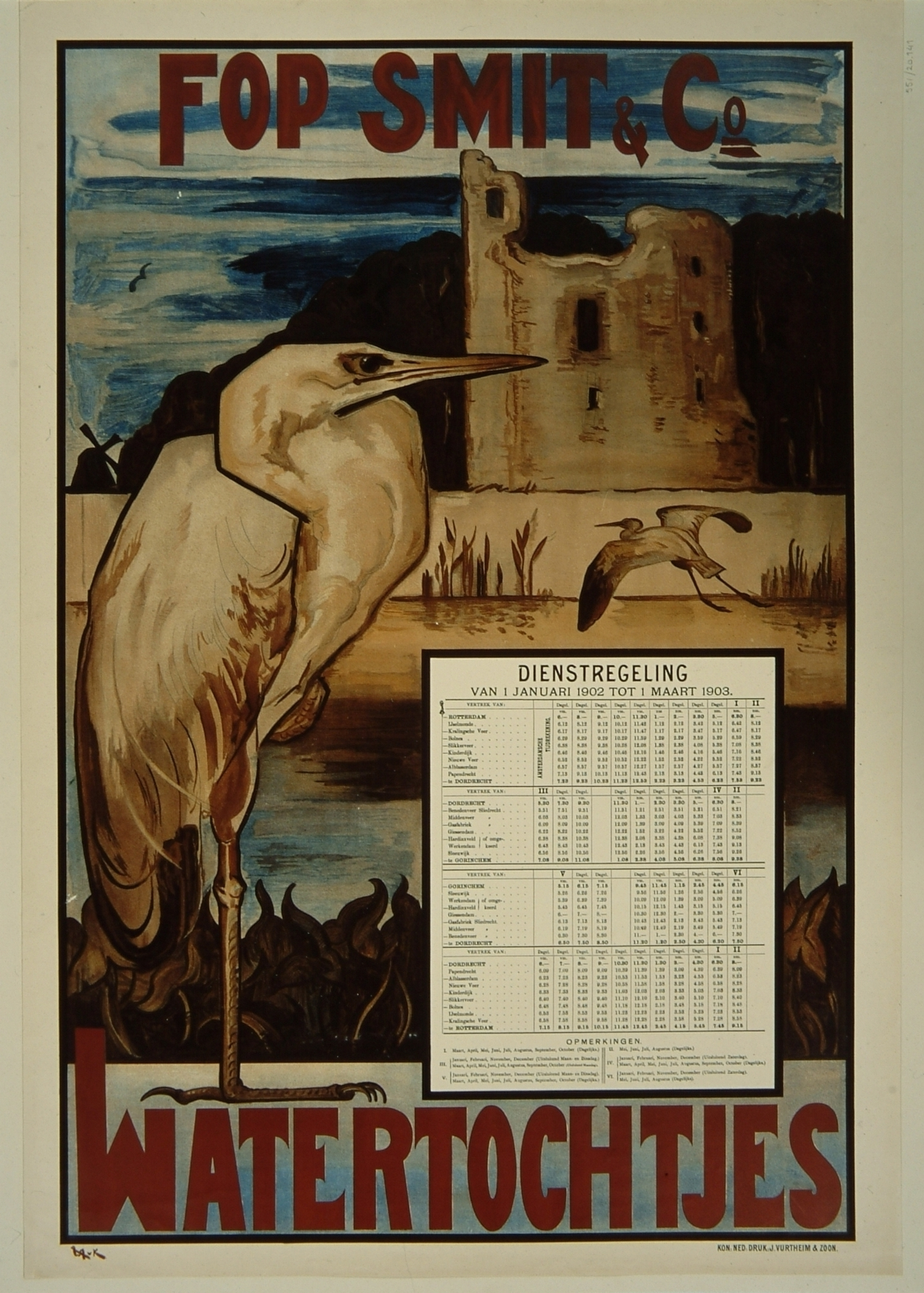
Affiche Fop Smit & Co. 1902-1903. Gemeentearchief Dordrecht.
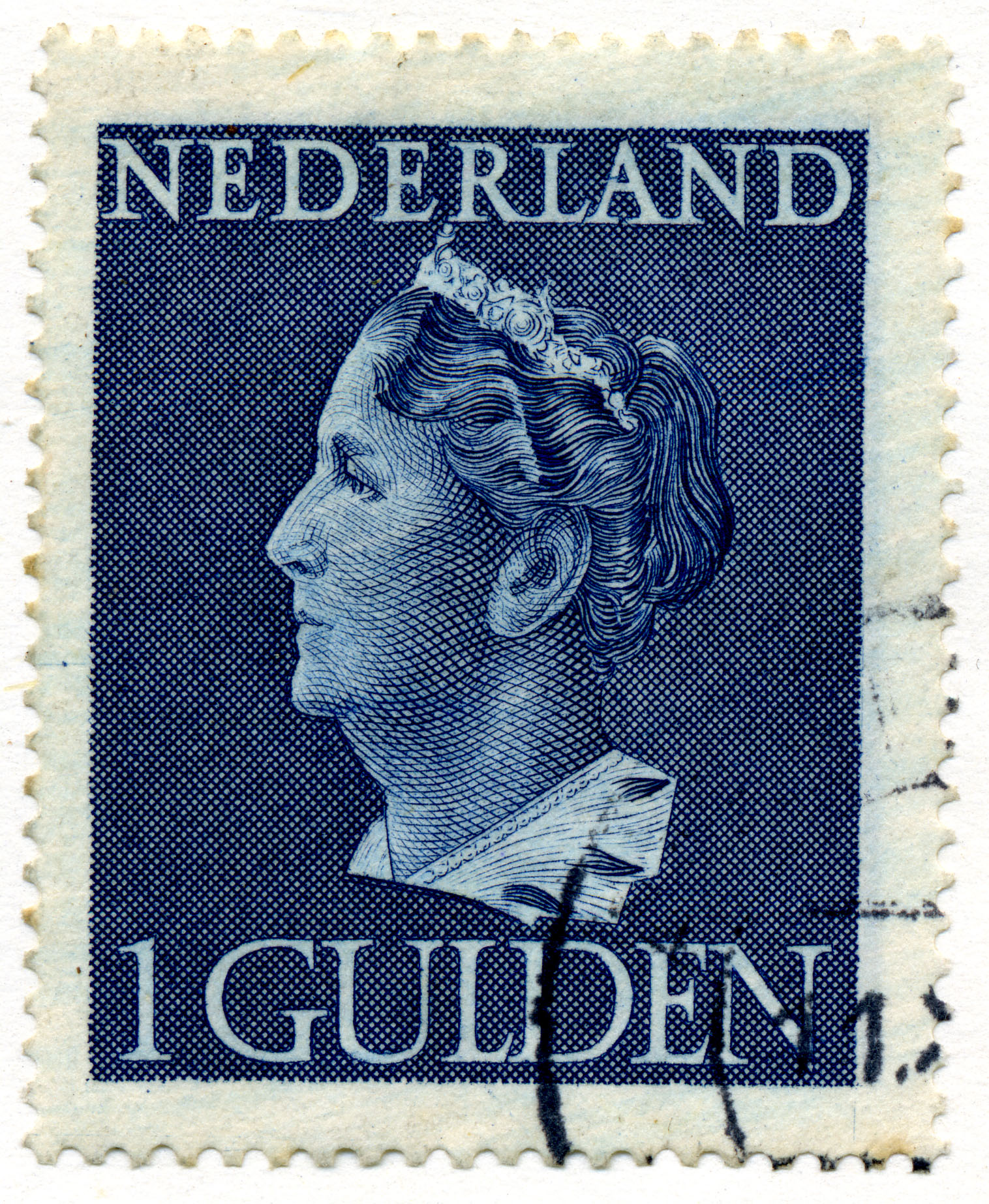
Wilhelmina postzegel 1940-1947.
Twee koppen (Vooruit) 1924. Particulier bezit.
Wilhelminaraam 1925-1927. De Nieuwe Kerk te Delft.
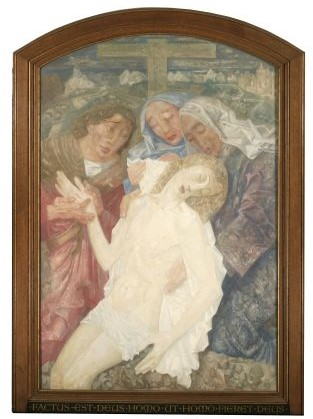
Piëta 1942. Museum Catharijneconvent Utrecht.

## Publicaties
- Willem A. van Konijnburg. Paintings and drawings belonging to the collection of G.F.H. van Kooten Kok. The Hague, Martinus Nijhoff, 1929
- Willem van Konijnenburg, De aesthetische idee, Den Haag 1916.
- Willem van Konijnenburg, Karakter der eenheid in de schilderkunst, Den Haag 1910 Digitale versie
- Willem van Konijnenburg, De waarde der impressionistische schilderkunst. Ethiek en aesthetiek, Den Haag 1908 Digitale versie
- Willem van Konijnenburg, Het wezen der schoonheid, Den Haag 1908 Digitale versie
- Willem van Konijnenburg: Waarheid en chimère. Van conventie tot schepping. Den Haag, Mouton, 1908. Digitale versie